# Ctenopoma houyi
Ctenopoma houyi — тропічний прісноводний вид лабіринтових риб з родини анабасових (Anabantidae). Часто розглядається як західні популяції Ctenopoma muriei  (Boulenger, 1906).

## Опис
Ctenopoma houyi має овальне видовжене тіло з кутастою мордою. Максимальні відомі розміри: 46,7 мм стандартної (без хвостового плавця) довжини (самець), 66,0 мм стандартної довжини (самка). Висота тіла зазвичай в 3 рази й більше менша за стандартну довжину. Морда тупа, щелепи зовсім трохи виступають. Одна пора між очима. Зяброві кришки, підкришкова, а іноді й міжкришкова кістки вкриті зубчиками. Іноді зубчики має й сльозова кістка. Розташований у надзябровій порожнині лабіринтовий орган має форму складчастої пластини.
У спинному плавці 15-17 твердих і 7-10 м'яких променів, в анальному — 9-11 твердих і 7-11 м'яких. Краї м'якопроменевих частин цих плавців зазвичай тупі або закруглені, в розкритому стані вони нещільно прилягають до хвостового плавця. 24-27 лусок у поздовжньому ряді, 11-15 лусок у верхній бічній лінії, 9-14 лусок у нижній бічній лінії, 2,5-4 луски над верхньою бічною лінією, 7,5-10 лусок нижче верхньої бічної лінії. 25-26 хребців.
Забарвлення невиразне. Голова та тіло світло-коричневі, спина трохи темніша. Біля основи хвостового плавця розташована темна цятка, часто оточена блідим кільцем. На боках іноді присутні слабкі й нерегулярно розташовані смуги. Окремі лусочки трохи темніші за інші, що надає рибам певної цяткованості. Забарвлення спинного, анального та хвостового плавців відповідає кольору тіла. Черевні плавці дуже слабко пігментовані або й взагалі безбарвні.

## Поширення
Ctenopoma houyi водиться в басейні озера Чад та в східних притоках Нігеру (басейн річки Бенуе), тоді як споріднений вид Ctenopoma muriei зустрічається в Білому Нілі, в районі озер Альберт, Едуард, Джордж, Вікторія, Танганьїка, а також у річці Луалаба.

## Спосіб життя
Бентопелагічний вид риб. Обов'язково має дихати атмосферним повітрям.